# Louisen-Orde

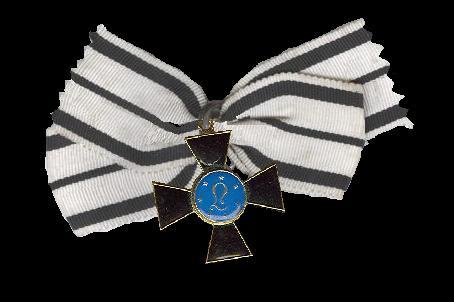
De Luisen-Orde (1814) Particuliere Verzameling, Groningen

De in 1814 opgerichte Louisa-orde (Duits: "Luisen-Orden") was een damesorde en diende als beloning voor dames, adellijk of burgerlijk, die zich voor Pruisen verdienstelijk gemaakt hadden. Het huidige hoofd van het Huis Hohenzollern, prins Georg Friedrich van Pruisen is, zo blijkt uit de Almanach de Gotha, grootmeester van deze orde.
De orde is op 3 augustus 1814 door koning Frederik Willem III van Pruisen ingesteld om de indertijd in Pruisen zeer geliefde koningin Louisa (Duits: Luise, genitief: Luisen) te gedenken. Deze vorstin werd geroemd om haar schoonheid en de moed waarmee zij zich in een onderhoud met een overigens onvermurwbare Napoleon Bonaparte voor de belangen van haar verslagen en bezette land had ingezet.
De koning liet in het instellingsbesluit de volgende overweging vastleggen:
"Als die Männer unserer tapferen Heere für das Vaterland bluteten, fanden sie in der pflegenden Sorgfalt der Frauen Labsal und Linderung. Glaube und Hoffnung gab den Müttern und Töchtern des Landes die Kraft, die Besorgnis um die Ihrigen, die mit dem Feinde kämpften, und den Schmerz um die Verlorenen durch ausdauernde Tätigkeit für die Sache des Vaterlandes zu stillen und ihre wesentlichen Hilfsleistungen für den großen Zweck wurden nirgends vermißt. Unmöglich ist es, diese Handlungen des stillen Verdienstes bei Allen öffentlich zu ehren, die ihr Leben damit schmückten; aber Wir finden es gerecht, Denjenigen unter ihnen eine Auszeichnung zu verleihen, deren Verdienst besonders anerkannt ist".
De orde was enigszins in vergetelheid geraakt maar koning Wilhelm I van Duitsland heeft de orde in 1865 weer ingesteld. Een andere bron noemt ook de instelling door Frederik Willem IV in 1850 na straatgevechten in de Duitse steden.
De graden van de orde
In de loop der jaren zijn er verschillende varianten en klassen ingevoerd.
In de 19e eeuw zagen een grootkruis en een bijbehorende ster het licht. Zij werden alleen door de keizerin van Duitsland, koningin van Pruisen gedragen.
De catalogus van Nimmergut noemt een kruis uit 1814 met daarop het Kruis van Genève en noemt gouden kruisen van de Eerste Afdeling uit 1814/1817, 1848, 1850, 1864/1865 en 1866. In de Tweede Afdeling, Ie Klasse zouden zwart geëmailleerde zilveren kruisen met en zonder zilveren kronen uit de jaren 1864, 1865 en 1866, die laatste alleen zonder kroon en met een breed initiaal, bestaan. De IIe Klasse van de Tweede Klasse zou uit zilveren kruisen van het model 1865 en 1866 bestaan.
De genoemde jaartallen staan steeds op de keerzijde van het medaillon.